# Voitsberg (distrikt)
Voitsberg är ett distrikt i förbundslandet Steiermark i Österrike. Huvudort är Voitsberg.
Distriktet är indelat i tre stadskommuner, fem köpingskommuner och sju kommuner:

Kommunerna i distriktet Voitsberg.

Stadskommuner (Stadtgemeinden):
- Bärnbach
- Köflach
- Voitsberg

Köpingskommuner (Marktgemeinden):
- Edelschrott
- Ligist
- Maria Lankowitz
- Mooskirchen
- Stallhofen

Kommuner (Gemeinden):
- Geistthal-Södingberg
- Hirschegg-Pack
- Kainach bei Voitsberg
- Krottendorf-Gaisfeld
- Rosental an der Kainach
- Sankt Martin am Wöllmißberg
- Söding-Sankt Johann